# 東は東 (テレビ番組)
『東は東』（ひがしはひがし）は、1960年6月4日から1962年5月26日までフジテレビで放送されていた音楽バラエティ番組である。資生堂一社提供。放送時間は毎週土曜12:15 - 12:45 （日本標準時）。
正式名称は『花椿ショウ 東は東』（はなつばきしょう - ）であるが、新聞のテレビ欄においては表題通りの表記が用いられている。

## 概要
歌とダンスが中心の番組で、毎回日本各地の民謡・舞踊・郷土芸能をミュージカルで紹介。滝田裕介・冨士眞奈美が司会を、子役である島村一太郎・上原ゆかりがレギュラーを務めていた。タイトルバックの絵は山下清が描いた。

## 主題歌
「東は東」
作詞：谷川俊太郎/作曲：山本直純

## 備考
フジテレビには僅かながらに本番組の映像が現存しており、1988年3月31日に放送された回顧特番『フジテレビ30年史』の「大そうじで出てきた番組たち」のコーナーで1962年5月6日放送分の映像（モノクロ映像・キネコ録画）が公開された。